# Decoding the Tomb of Bansheebot
Decoding the Tomb of Bansheebot es el vigésimo primer álbum del guitarrista Buckethead. El álbum fue lanzado el 30 de octubre de 2007 junto al álbum Kevin's Noodle House junto al baterista Bryan Mantia y su siguiente álbum solista Cyborg Slunks y está disponible solo a través del sello disquero (TRDSmusic.com).

## Canciones
1. "Materializing the Disembodied" – 2:04
2. "Asylum of Glass" – 4:36
3. "Ghost Host" – 3:08
4. "Killing Cone" – 4:21
5. "Bloodless" – 4:06
6. "Checkerboard Incisión" – 4:02
7. "Circarama" – 2:15
8. "Disecto" – 2:22
9. "Pickwick's Lost Chapter" – 0:33
10. "I Can Only Carry 50 Chickens at a Time" – 3:06
11. "Stretching Lighthouse" – 3:19
12. "Hall of Scalding Vats" – 6:25
13. "Sail on Soothsayer (In Memory of Aunt Susie 1932-2007)" – 6:29